# Корсаков, Михаил Семёнович
Михаи́л Семёнович Корса́ков (2 (14) марта 1826, по другим данным, 1 (13) марта 1826, Санкт-Петербург, Российская империя — 16 (28) марта 1871, там же) — русский государственный деятель, военный губернатор Забайкальской области и наказной атаман Забайкальского казачьего войска (1855—1860), генерал-губернатор Восточной Сибири (1861—1871), генерал-лейтенант.

## Биография
Родился в Санкт-Петербурге в 1826 году в семье действительного статского советника Семёна Николаевича Корсакова. Вскоре был увезён в родовое подмосковное имение, где воспитывался до пятнадцати лет.
В 1841 году поступил в школу гвардейских подпрапорщиков, по окончании которой в 1845 году выпущен в лейб-гвардии Семёновский полк. В 1848 году назначен офицером по особым поручениям к генерал-губернатору Восточной Сибири H. H. Муравьёву. По приезде в Иркутск был послан навстречу транспорту «Байкал», отправленному в Охотское море, а затем в Санкт-Петербург со сведениями о реке Амур, собранными экипажем этого судна. В 1849 году Корсаков был командирован в чине капитана на Камчатку для перенесения охотского порта в Петропавловск. По возвращении был командирован в Санкт-Петербург.
В 1851 году отправился на Камчатку для доставки провианта и открытия почтового сообщения между Якутском и Аяном. После этого снова командирован в Санкт-Петербург и оттуда в чине подполковника в 1854 году был послан в Забайкальскую область для снаряжения экспедиции на Амур, в которой сам участвовал. В том же году приехал в Санкт-Петербург для снаряжения Второй Амурской экспедиции, а 1 июля 1855 года был назначен командующим сухопутными войсками в устье Амура.
14 декабря 1855 года Корсаков назначен исправляющим должность военного губернатора Забайкальской области и наказного атамана Забайкальского казачьего войска. 6 декабря 1856 года произведён в генерал-майоры с утверждением в должности (со старшинством на основании Манифеста 1762 года; впоследствии было установлено с 17 апреля 1860 года). 
«Пять лет занимал он это место и с чрезвычайной энергией занялся заселением обширного, и почти безлюдного, вверенного ему края. В его резиденции Чите — которая только что стала преобразовываться в город из прежде бывшего острога — постоянно заготовлялись массы лесоматериалов, делались срубы домов и в большом количестве держались наготове все необходимые для домашнего обихода вещи, которые и доставлялись немедленно во всякое вновь заводившееся поселение. Корсаков живейшим образом интересовался этим делом и нередко сам то выезжал на встречу одного каравана, то сопровождал другой. Корсаков явился энергичным деятелем по освобождению от крепостной зависимости крестьян Кабинета Его Величества, а также большое внимание уделял постройке школ и образованию населения».
6 декабря 1858 года зачислен в Свиту Его Императорского Величества.
5 января 1860 года Корсаков был назначен председателем Совета Главного управления Восточной Сибири, 16 мая 1860 года — помощником генерал-губернатора, и наконец 19 февраля 1861 года — исправляющим должность генерал-губернатора и командующего расположенными в Восточной Сибири войсками. 19 апреля 1864 года произведён в генерал-лейтенанты с утверждением в занимаемой должности. Одновременно с 1864 года командовал войсками Восточно-Сибирского военного округа.
В начале сентября 1870 года отбыл в Санкт-Петербург по делам службы, где просил увольнения от должности и 21 января 1871 года был назначен членом Государственного совета, прослужив в этом качестве неполных два месяца.
Умер 16 марта 1871 года от возвратного тифа и был похоронен в родовом имении; при выносе тела в Санкт-Петербурге присутствовал император Александр II.

## Семья
Только в конце жизни, в 1869 году, Корсаков вступил в брак с Александрой Корнильевной Вакульской, урождённой Поповой (24.07.1837 — 26.01.1903), бывшей в первом браке женой иркутского полицмейстера полковника Н. И. Вакульского. Детей у них не было. По кончине Корсакова император Александр II назначил Александре Корнильевне пожизненную пенсию в размере 4000 рублей в год и 3000 рублей на покрытие расходов по погребению.

## Награды
- Орден Святой Анны 2-й степени (11 февраля 1854 года)
- Орден Святого Станислава 2-й степени с императорской короной (26 августа 1856 года)
- Орден Святого Владимира 3-й степени (3 ноября 1857 года)
- Орден Святого Станислава 1-й степени (4 декабря 1858 года)
- Орден Святой Анны 1-й степени (23 апреля 1861 года)
- Орден Святого Владимира 2-й степени (16 апреля 1867 года)
- Орден Белого орла (20 апреля 1869 года)

## Память
Его именем был назван Корсаковский пост, ныне город Корсаков, а также сёла Корсаково-1 и Корсаково-2 в Хабаровском крае, село Корсаковка в Приморском крае, село Корсаково в Республике Бурятия.
Имя Корсакова носила улица в Хабаровске (с 1926 года и ныне — Волочаевская).
В честь М. С. Корсакова названы острова (Корсаковские острова, Карское море, Енисейский залив; названы в 1866 году геологом И. А. Лопатиным; ранее (в XVIII-XIX веках) эти острова были известны русским мореходам под названиями «Крестовые» и «Каменные»).
Также в честь М. С. Корсакова названы бухта и мыс на острове Сахалин (обследованы и нанесены на карту в 1851—1855 гг.).